# Liste des conseillers généraux de la Haute-Garonne

## Composition du conseil général de laHaute-Garonne(53 sièges)
| Parti                                | Sigle | Élus |
| ------------------------------------ | ----- | ---- |
| Majorité (41 sièges)                 |       |      |
| Parti Communiste                     | PCF   | 2    |
| Parti Socialiste                     | PS    | 39   |
| Opposition (12 sièges)               |       |      |
| Union pour un mouvement populaire    | UMP   | 1    |
| Divers droite                        | DVD   | 4    |
| Union des démocrates et indépendants | UDI   | 1    |
| Parti radical de gauche              | PRG   | 3    |
| Europe Écologie Les Verts            | EELV  | 1    |
| Divers gauche                        | DVG   | 2    |
| Président du Conseil Général         |       |      |
| Pierre Izard (PS)                    |       |      |

## Liste des conseillers généraux du département de laHaute-Garonne
| Canton                              | Circ   | Conseiller général        | Parti | Série |
| ----------------------------------- | ------ | ------------------------- | ----- | ----- |
| Arrondissement de Muret             |        |                           |       |       |
| Canton d'Auterive                   | 7      | Cécile Ha-Minh-Tu         | PS    | 2008  |
| Canton de Carbonne                  | 7      | Gérard Roujas             | PS    | 2008  |
| Canton de Cazères                   | 8      | Christian Sans            | PS    | 2011  |
| Canton de Cintegabelle              | 7      | Christian Brunet          | DVG   | 2011  |
| Canton du Fousseret                 | 8      | Francis Sancerry          | PS    | 2008  |
| Canton de Montesquieu-Volvestre     | 7      | Patrick Lemasle           | PS    | 2008  |
| Canton de Muret                     | 6 & 7  | Alain Bertrand            | PS    | 2011  |
| Canton de Portet-sur-Garonne        | 7      | François Péraldi          | PS    | 2008  |
| Canton de Rieumes                   | 8      | Jennifer Courtois-Périssé | DVD   | 2011  |
| Canton de Rieux-Volvestre           | 7      | Maryse Vezat-Baronia      | PS    | 2011  |
| Canton de Saint-Lys                 | 6      | Pierre Duplanté           | PS    | 2008  |
| Arrondissement de Saint-Gaudens     |        |                           |       |       |
| Canton d'Aspet                      | 8      | Jean-Pierre Brana         | PS    | 2008  |
| Canton d'Aurignac                   | 8      | Patrick Boube             | PCF   | 2011  |
| Canton de Bagnères-de-Luchon        | 8      | Henri Denard              | PS    | 2011  |
| Canton de Barbazan                  | 8      | Patrice Rival             | PS    | 2008  |
| Canton de Boulogne-sur-Gesse        | 8      | Jacques Leclerc           | PS    | 2011  |
| Canton de L'Isle-en-Dodon           | 8      | Christiane Larrieu        | DVD   | 2011  |
| Canton de Montréjeau                | 8      | Patrick Doucède           | PRG   | 2008  |
| Canton de Saint-Béat                | 8      | Bertrand Auban            | PS    | 2008  |
| Canton de Saint-Gaudens             | 8      | Jean-Yves Duclos          | DVG   | 2011  |
| Canton de Saint-Martory             | 8      | Philippe Gimenez          | PCF   | 2011  |
| Canton de Salies-du-Salat           | 8      | Jean-Louis Idiart         | PS    | 2008  |
| Arrondissement de Toulouse          |        |                           |       |       |
| Canton de Blagnac                   | 5      | Bernard Keller            | PRG   | 2011  |
| Canton de Cadours                   | 5      | Alain Julian              | PS    | 2011  |
| Canton de Caraman                   | 7      | Gilbert Hébrard           | PS    | 2008  |
| Canton de Castanet-Tolosan          | 3      | Muriel Pruvot             | PS    | 2011  |
| Canton de Fronton                   | 5      | Ghislaine Cabessut        | PS    | 2011  |
| Canton de Grenade                   | 5      | Véronique Volto           | PS    | 2008  |
| Canton de Lanta                     | 3      | Daniel Ruffat             | PS    | 2011  |
| Canton de Léguevin                  | 6      | Marie-Claude Leclerc      | PS    | 2008  |
| Canton de Montastruc-la-Conseillère | 2      | André Laur                | PS    | 2011  |
| Canton de Montgiscard               | 7      | Annie Maury               | PS    | 2008  |
| Canton de Nailloux                  | 7      | Georges Méric             | PS    | 2008  |
| Canton de Revel                     | 7      | Francis Costes            | DVD   | 2011  |
| Canton de Toulouse-1                | 1      | Marie-Christine Lafforgue | PS    | 2011  |
| Canton de Toulouse-2                | 4      | André Ducap               | UMP   | 2008  |
| Canton de Toulouse-3                | 4      | Martine Martinel          | PS    | 2011  |
| Canton de Toulouse-4                | 1      | Jean-Michel Fabre         | PS    | 2011  |
| Canton de Toulouse-5                | 1      | Alain Gabrieli            | PS    | 2008  |
| Canton de Toulouse-6                | 2      | Jean-Pierre Plancade      | PRG   | 2008  |
| Canton de Toulouse-7                | 1      | Jean-Jacques Mirassou     | PS    | 2011  |
| Canton de Toulouse-8                | 2      | Alain Fillola             | PS    | 2008  |
| Canton de Toulouse-9                | 3      | Françoise Pouget          | PS    | 2008  |
| Canton de Toulouse-10               | 3      | Patrick Pignard           | PS    | 2008  |
| Canton de Toulouse-11               | 4 et 7 | Jean-Louis Llorca         | PS    | 2008  |
| Canton de Toulouse-12               | 6 et 7 | Zohra El Kouacheri        | PS    | 2011  |
| Canton de Toulouse-13               | 5      | Patrick Jimena            | EELV  | 2011  |
| Canton de Toulouse-14               | 5      | Sandrine Floureusses      | PS    | 2011  |
| Canton de Toulouse-15               | 2      | Claude Calestroupat       | PS    | 2008  |
| Canton de Tournefeuille             | 6 & 7  | Claude Raynal             | PS    | 2011  |
| Canton de Verfeil                   | 3      | Claude Roudière           | DVD   | 2008  |
| Canton de Villefranche-de-Lauragais | 7      | Pierre Izard              | PS    | 2011  |
| Canton de Villemur-sur-Tarn         | 2      | Jean-Marc Dumoulin        | UDI   | 2008  |

## Anciens conseillers généraux
- Valentin Abeille (1843-1902) ;
- Henri Auriol ;
- Gérard Bapt ;
- Dominique Baudis ;
- Maurice Bourgès-Maunoury ;
- Charles Ambroise de Caffarelli du Falga ;
- Joseph Caffarelli ;
- Bertrand Carrère ;
- Jean Dominique Compans ;
- Claude Cornac ;
- André David (homme politique) ;
- Jean-Baptiste Doumeng ;
- Jacques Douzans ;
- Paul Feuga ;
- Lionel Jospin ;
- Guy Léguevaques ;
- André Méric ;
- Eugène Montel ;
- Jean-Luc Moudenc ;
- Bernard Mulé ;
- Pierre Ortet ;
- Françoise de Veyrinas.